# Nebadhai Duttapukur
Nebadhai Duttapukur (vaak afgekort tot Duttapukur) is een census town in het district Uttar 24 Parganas van de Indiase staat West-Bengalen.

## Demografie
Volgens de Indiase volkstelling van 2001 wonen er 19.882 mensen in Nebadhai Duttapukur, waarvan 51% mannelijk en 49% vrouwelijk is. De plaats heeft een alfabetiseringsgraad van 77%.